# Orange2fly
Orange2Fly war eine griechische Charterfluggesellschaft, die Charter- und Sonderflüge sowie Flüge im Wet Lease durchführt. Die Gesellschaft befindet sich in einem Insolvenzverfahren und der Flugbetrieb ist derzeit eingestellt, ein Neustart ist jedoch anvisiert.

## Geschichte
Die Fluggesellschaft wurde im September 2015 von ehemaligen Mitarbeitern von SkyGreece Airlines gegründet und nahm den Flugbetrieb am 12. September 2016 auf. In den ersten Betriebsmonaten hatte Orange2fly bereits Verträge mit Betreibern aus verschiedenen europäischen Ländern wie Deutschland, Spanien, Österreich, Frankreich, Belgien, Griechenland, Zypern und Ländern aus Nordafrika abgeschlossen.
Orange2Fly vermietete einige ihrer Flugzeuge in den Sommermonaten an andere Gesellschaften, darunter Corendon Airlines, TUI Airlines Belgium, Smartwings und Aigle Azur. Darüber hinaus übernahm Orange2fly Anfang 2019 die Pristina-Flüge der insolventen deutschen Fluggesellschaft Germania.
Aufgrund der Covid-19-Pandemie und den daraus resultierenden Auftragsverlusten musste Orange2Fly drei ihrer vier Airbus A320-200 im Juni 2020 an die Leasinggeber zurückgeben. Im Sommer 2021 wurde auch das letzte verbliebene Flugzeug zurückgegeben. Am 21. September 2022 wurde der Betrieb endgültig eingestellt.

## Flotte
Mit Stand Juli 2020 bestand die Flotte der Orange2Fly aus einem Flugzeug mit einem Alter von 15,1 Jahren:
| Flugzeugtype    | Anzahl | bestellt | Luftfahrzeugkennzeichen | Anmerkungen           | Sitzplätze |  |
| --------------- | ------ | -------- | ----------------------- | --------------------- | ---------- |  |
| Airbus A320-200 | 1      | —        | SX-SOF                  | abgestellt in Craiova | 180        |  |
| Gesamt          | 1      | —        |                         |                       |            |  |